# پاره‌سفال

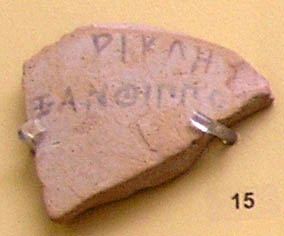
یک پاره‌سفال مکتوب که نام پریکلس، جنگ‌سالار آتنی بر روی آن برنگاشته شده‌است. موزه میدانگاه باستانی آتن.

پاره‌سُفال در باستان‌شناسی به تکه‌های سفالینه شکسته گفته می‌شود که معمولاً در کاوشگاه‌های باستانی یافت می‌شوند.
به گونه|ی از پاره‌سفال‌های زیرخاکی که بر سطحشان یادداشت یا نامه و گزارش با مرکب نقش شده پاره‌سفال مکتوب گفته می‌شود.
این پاره‌سفال‌ها بیشتر از تمدن‌های باستانی مصر و یونان به‌دست آمده‌اند.